# 1978年體育
请参看：
- 1978年
- 1978年电影
- 1978年文学
- 1978年音乐
- 1978年体育
- 1978年电视
- 1978年台灣

1978年重要國際體育賽事包括：
- 第十一屆世界盃足球賽；6月1日至6月25日於阿根廷舉行

## 體育大事

### 4月至6月
- 6月25日——阿根廷於加時階段以總比數三比一擊敗荷蘭首次奪得世界盃足球賽冠軍。

## 足球
主條目：1978年足球